# كلنكوة جلكاء
كلنكوة جلكاء (الاسم العلمي:Kalanchoe glaucescens) هي نوع من النباتات تتبع جنس الكلنكوة من الفصيلة الكرسولية.